# Регионални завод за заштиту споменика културе Смедерево
Регионални завод за заштиту споменика културе Смедерево је установа културе од националног значаја, која обавља послове заштите непокретних културних добара. Делатност заштите обавља на територији Подунавског и Браничевског округа и то у два града Смедерево и Пожаревац и девет општина: Смедеревска Паланка, Велика Плана, Жабари, Петровац, Кучево, Жагубица, Голубац, Велико Градиште и Мало Црниће.

## Историјат
Завод за заштиту споменика културе града Београда основао је 1975. године Основну организацију удруженог рада за заштиту споменика културе за подручје општине Смедерево у саставу Радне организације Завода за заштиту споменика културе града Београда.
На основу активности Републичке заједнице културе и Заједнице завода за заштиту споменика културе, Основна организација удруженог рада за заштиту споменика културе за подручје општине Смедерево је издвојена из састава Радне организације Завода за заштиту споменика културе града Београда и 21. јуна 1979. године конституисана као Радна организација Завод за заштиту споменика културе Смедерево.
Године 1984. свих једанаест скупштина општина Подунавског и Браничевског округа, тадашњег Подунавског региона, донело је одлуку о поверавању послова заштите непокретних културних добара Заводу у Смедереву, који је променио назив у Регионални завод за заштиту споменика културе Смедерево.
На основу Одлуке Владе Републике Србије од 30. априла 2013. године Регионални завод је стекао статус установе културе од националног значаја и његов пун назив је „Регионални завод за заштиту споменика културе Смедерево — установа културе од националног значаја“.
Регионални завод од 2002. године као свој дан прославља 22. октобар, што је заводска слава Свети Стефан Слепи.

## Делатност
Рад Регионалног завода на обављању послова основне делатности обављa се у оквиру Законом прописаних групација: 
- истраживање, прикупљање и израда документације непокретних културних добара и добара која уживају претходну заштиту,
- рекогносцирање и реамбулација терена, валоризација евидентираних непокретних културних добара,
- израда предлога и нацрта одлука за утврђивање, вођење регистра непокретних културних добара,
- прикупљање, израда, проучавање и обрада документације уз регистар,
- заштита непокретних културних добара кроз документацију,
- утврђивање услова за предузимање мера техничке заштите,
- праћење стања урбанистичко просторног планирања и учествовање у њиховим израдама,
- провођење мера управноправне заштите,
- израда елабората за истраживачке и рестаураторско-конзераваторске радове,
- рад на промоцији културног наслеђа,
- сарадња и пружање стручне помоћи имаоцима и корисницима културних добара,
- извођење конзерваторско-рестаураторских радова,
- археолошка истраживања,
- стручно усавршавање кадрова и учешћe на стручним и научним скуповима.

Споменичко наслеђе овог региона је веома разноврсно и слојевито, прожето симболичким вредностима које су уписане у колективно памћење српског народа. Споменички фонд чине многи археолошки локалитети, урбане и руралне целине, објекти народног градитељства, објекти сакралне и профане архитектуре, стара гробља, јавни споменици, спомен обележја и знаменита места.
Градитељску баштину на простору Подинавског и Браничевског округа чини фонд од 154 објекта споменичког наслеђа, од тога:
Градитељску баштину на простору Подунавског и Браничевског округа чини фонд од 154 објекта споменичког наслеђа, од тога:
- 129 споменика културе (од изузетног значаја 3, од великог значаја 13 и некатегорисаних 113).
- 21 археолошко налазиште (од изузетног значаја 2, од великог значаја 1 и 18 некатегорисаних).
- 2 знаменита места (од изузетног значаја 1 и од великог 1).
- 2 просторне, културно-историјске целине (од великог значаја 1 и некатегорисана 1).
- преко 3 900 непокретности под претходном заштитом.

Најзначајнија културна добра која су под заштитом завода: на првом месту фортификације Смедерево, Кулич, Рам и Голубац; затим средњовековне цркве и манастири Горњак, Витовница, Тршка црква, Копорин, црква на старом гробљу у Смедереву, цркве брвнаре у Селевцу, Лозовику, Смедеревској Паланци, Покајница у Старом Селу и објекти народног градитељства као што су куће различитих стилова, воденице, ваљавице, механе и сл. Најзначајни археолошки локалитети су на римском лимесу Монс Ауреус, Дубравица, Виминацијум, Ледерата, Пинкум и Чезава.

## Неки од заштићених споменика културе
- Смедеревска тврђава
- Манастир Покајница
- Црква Светог Преображења у Смедеревској Паланци
- Црква брвнара Светих апостола Петра и Павла у Лозовику
- Зграда Гимназије у Смедереву
- Црква Заова
- Средњовековна тврђава Голубац